# سرگن یالچین

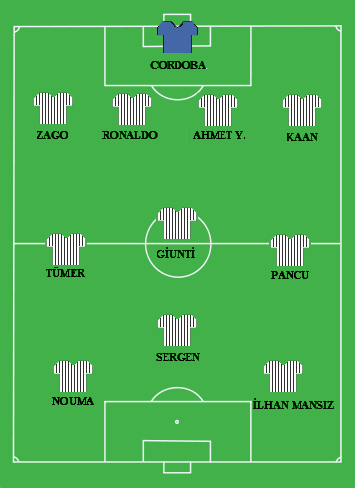
تیم قرن باشگاه فوتبال بشیکتاش، سال ۲۰۰۳

علی‌رضا سرگن یالچین (به ترکی استانبولی: Ali Rıza Sergen Yalçın) (متولد ۵ نوامبر ۱۹۷۲)، معروف به سرگن یالچین (به ترکی استانبولی: Sergen Yalçın)، مفسر فوتبال، مربی و بازیکن فوتبل سابق اهل ترکیه بین‌المللی است که در پست هافبک بازی می‌کرد.
وی از ۱۰ سالگی در زیرساخت جوانان بشیکتاش وارد تیم A شد و ۱۵ سال در این باشگاه بازی کرد. وی گفت که سپریل حمدی، که ۱۵ ثانیه سرگن را تماشا کرد و او را به بشیکتاش آورد، مطابق دستورالعمل خود هر روز ۱۰ موقعیت گل می‌کشد و آنها را اعمال می‌کند. او در تیمی شرکت کرد که «قهرمان شکست ناپذیر» در سال ۱۹۹۲ بود. ترکیه، تیم‌های زیر ۲۱ فرانسه بازی‌های مدیترانه ای ۱۹۹۳ در مرحله نیمه نهایی، با شکست الجزایر، مالک فینال‌های مدال طلا بود. در سال ۱۹۹۷، وی با هزینه انتقال ثبت شده به استانبول اسپور منتقل شد. پوشیدن لباس چهار تن از بزرگترین بازیکنان ترکیه اولین بازیکن این دو بازیکن است. در سال ۲۰۰۰، روزنامه گاردین گفت: " او دارای یک پای چپ بسیار ارزشمند است، حتی می‌تواند توپ را در زیر خاکستر ۶۰ متری قرار دهد. " وی همچنین اظهار داشت که بابی رابسون، مربی نیوکاسل یونایتد از طرفداران سرگن یالچین بود. او در آلبوم "بر روی تنگه بسفر" توسط موسیقی دان جاز Önder Focan، از تولید "Negres" (سرگن معکوس) الهام گرفت.
فاتح تریم در گالاتاسرای از او منصرف شد. Zdenek Zeman نمی‌توانست با او در فنرباغچه کار کند. وی پس از یورو ۲۰۰۰ به صراحت از مربی سابق ملی مصطفی دنیزلی انتقاد کرد. مربی انگلیسی گوردون میلن با او در بشیکتاش کار کرد و او نیز از تلاش برای به دست آوردن سرگن - و پای چپ جادویی اش به محل تمرین به موقع ناامید شد. تصور می‌شد که این پایان سرگن یالچین، بازیکن بزرگ وحشتناک فوتبال ترکیه است.
پیش از فصل ۲۰۰۱–۲۰۰۲، میرچا لوچسکو، مدیر کهکشانی‌ها قمار کرد و سرگن را به صورت قرضی (هنوز از سییرت-جت) به خدمت گرفت. او سرگن را به عنوان جانشین طبیعی گئورگی هاجی انتخاب کرد.
پاداش این انتقال در حالی بود که سرگن با بازی در لیگ قهرمانان یوفا با ۲ گل و ۲ پاس گل با صعود گالاتاسارای به مرحله گروه دوم، ایمان مدیر خود را جبران کرد. متأسفانه، سرگن رباط‌های زانوی خود را پاره کرد و ادامه فصل را از دست داد. به او گفته شد که لاغر شود یا دیگر هرگز فوتبال بازی نکند. پس از حذف از لیگ قهرمانان یوفا، لوچسکو همچنان اصرار داشت که اگر سرگن تناسب اندام خود را حفظ می‌کرد، گالاتاسرای به قهرمانی در این مسابقات می‌پرداخت. گالاتاسرای همچنان به کسب عنوان قهرمانی لیگ ادامه داد.

## افتخارات
ترکیه U-21
- بازی‌های مدیترانه ای ۱۹۹۳: مدال طلای زیر ۲۱ سال

شخصی
- ترکیه ۴۰۰. گل در تاریخ تیم ملی به ثمر رسانده‌است.
- Süper Lig بهترین ارائه دهنده کمک (1): 2000 (۱۴ کمک)
- در بشیکتاش نقره ۱۱ قرن: ۲۰۰۳
- Milliyet Sports Awards بهترین بازیکن سال در ترکیه: ۲۰۰۳
- جایزه فوتبالیست قرن Eminönü Belediyesi: 2003[۱۰]